# Ruth Fuchs
| Jahr | Platz | Wettbewerb | Serie                                             |
| ---- | ----- | ---------- | ------------------------------------------------- |
| 1971 | 3.    | EM         | (56,22 – 56,16 – 53,60 – 59,16 m – ung. – 57,38)  |
| 1972 | 1.    | OS         | (57,44 – 60,20 – 50,20 – 61,16 – 63,88 m – 59,16) |
| 1974 | 1.    | EM         | (62,36 – 67,22 m – 60,20 – ung. – 49,98 – ung.)   |
| 1976 | 1.    | OS         | (65,94 m – 59,58 – 65,06 – 54,48 – 58,82 – 58,44) |
| 1978 | 1.    | EM         | (59,10 – 67,56 – 51,56 – ung. – 69,16 m – 62,84)  |
| 1980 | 8.    | OS         | (59,90 – ung. – 61,48 – ung. – 63,94 m – 59,20)   |

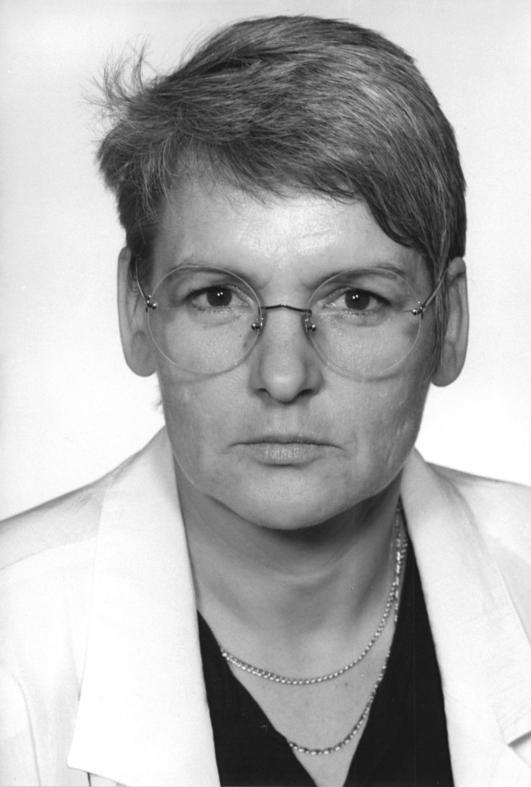
Ruth Fuchs (1990)

Ruth Fuchs, geb. Gamm (* 14. Dezember 1946 in Egeln; † 20. September 2023 in Jena) war eine deutsche Leichtathletin, die – für die DDR startend – zweifache Olympiasiegerin im Speerwurf wurde. Später war sie für die PDS Volkskammerabgeordnete, Mitglied des Deutschen Bundestags und des Thüringer Landtags.

## Leben
Mit der Leichtathletik begann sie 1960 auf der Kinder- und Jugendsportschule Güstrow. Nach dem Abitur im Jahr 1964 besuchte sie die medizinische Fachschule in Karl-Marx-Stadt, wo sie 1966 den Abschluss als medizinisch-technische Assistentin erhielt. Im selben Jahr heiratete sie zum ersten Mal.
Fuchs wurde 1967 das erste Mal DDR-Meisterin im Speerwurf und beim Europacup im selben Jahr belegte sie den dritten Platz. Durch eine beim Handballspielen zugezogene Verletzung verpasste sie aber die Teilnahme an den Olympischen Spielen in Mexiko. 1968 wechselte sie zum SC Motor Jena und trainierte bei Karl Hellmann, den sie später in zweiter Ehe heiratete. 1970 durchbrach sie als erste DDR-Speerwerferin die 60-Meter-Marke und gewann den Europacup. Im Jahr darauf wurde sie Dritte bei den Europameisterschaften.
In München gewann Fuchs bei den Olympischen Spielen 1972 die Goldmedaille. Ein Jahr später gewann sie erneut beim Europacup und wurde 1974 in Rom Europameisterin. Auch 1975 konnte sie beim Europacup gewinnen und in Montreal wurde sie 1976 zum zweiten Mal Olympiasiegerin und wurde zur Fahnenträgerin der Mannschaft der DDR bei der Schlussfeier bestimmt.
1977 siegte sie zum vierten Mal in Folge beim Europacup und auch beim neu geschaffenen Weltcup konnte sie in Düsseldorf gewinnen. Bei den Europameisterschaften 1978 in Prag und beim Weltcup 1979 verteidigte Fuchs jeweils ihre Titel. Bei den Olympischen Spielen 1980 in Moskau wurde sie Achte.
Fuchs wurde zwischen 1967 und 1980 insgesamt elfmal DDR-Meisterin. Sie stellte sechs Weltrekorde auf, den letzten 1980 (69,96 m). In ihrer aktiven Zeit war sie 1,69 m groß und 72 kg schwer. Sie bekannte 1994, das Dopingmittel Oral-Turinabol eingenommen zu haben. Ihr Ehemann und Trainer Karl Hellmann war ein Doping-Spezialist.
Sie begann ein Studium an der Leipziger Sporthochschule DHfK, in welchem sie 1981 den Abschluss als Diplomsportlehrerin und 1984 als Dr. paed. erreichte. Von 1984 bis August 1991 war Fuchs wissenschaftliche Assistentin an der Friedrich-Schiller-Universität in Jena. Außerdem war sie von 1984 bis 1990 Vizepräsidentin des DVfL sowie Mitglied der Frauenkommission der IAAF. Sie wurde vom Ministerium für Staatssicherheit als IM-Kandidat mit der IM-Vorlaufakte X 367/71 erfasst und räumte ein, mit der Stasi über Sportkameraden gesprochen zu haben. Im Gespräch mit der Staatssicherheit zeigte sich Fuchs äußerst kooperativ.
Nach der Wende und friedlichen Revolution war Fuchs, die seit 1971 der SED angehörte, vom 18. März bis zum 2. Oktober 1990 für die PDS Mitglied der Volkskammer und Vorsitzende des Ausschusses für Jugend und Sport. Nach der Wiedervereinigung war sie vom 3. Oktober bis zum 20. Dezember Mitglied des Bundestages. Von 1991 bis 1992 war sie stellvertretende Vorsitzende des thüringischen Landesverbandes der PDS. Als Nachrückerin für Gerhard Riege war sie seit dem 11. März 1992 wieder Bundestagsabgeordnete. Nach der Bundestagswahl 2002, bei der die PDS an der Fünfprozenthürde scheiterte, schied sie aus dem Bundestag aus. Von 2004 bis 2009 war sie Abgeordnete im Thüringer Landtag, 2009 kandidierte sie nicht erneut für ein Landtagsmandat.
Nach dem Ausscheiden aus dem Landtag führte Fuchs ein Modegeschäft in Jena und lebte in Bucha. Sie starb am 20. September 2023 im Universitätsklinikum Jena. Ruth Fuchs wurde 76 Jahre alt.

## Auszeichnungen (Auswahl)
- 1972 und 1974: Vaterländischer Verdienstorden in Silber
- 1976[9] und 1980: Vaterländischer Verdienstorden in Gold

## Veröffentlichungen
- Gott schütze unser deutsches Vaterland. Erlebnisse einer Volkskammerabgeordneten; Berlin: Dietz, 1990; ISBN 3-320-01747-0